# Lista de vaporwares
Esta página é uma lista (incompleta) de exemplos conhecidos de vaporware, em ordem alfabética por nome de produto:
A - B - C - D - E - F - G - H - I - J - K - L - M - N - O - P - R - S - T - V - W - Z

## A
- Action Gamemaster - um PDA projetado pela Active Enterprises.
- AmigaOS 4.0 - novo sistema operacional do Amiga, prometido desde 2001. As últimas informações disponíveis[1] davam seu lançamento como certo no início de 2005.

## B
- Borealis - Um jogo VR da saga Half-Life.

## C
- Cairo - um sistema operacional desenvolvido pela Microsoft. Teve seus componentes aproveitados em vários lançamentos posteriores, começando pelo Windows 3.1.
- Cobalt (SO) - A sempre alardeada versão 6 do sistema operacional Palm foi continuamente adiada, e quando finalmente foi lançada, não possuía as características básicas que supostamente deveria conter, como multitarefa real. Como resultado, nunca foi utilizada em nenhum dispositivo, nem mesmo pela Palm, Inc..
- Copland - um sistema operacional desenvolvido pela Apple.

## D
- Duke Nukem Forever - um Vídeo-game produzido pela 3D Realms.

## E
- Elite 4 - um Vídeo-game produzido pela Frontier Developments.

- Full-Throttle: Hell on Wheels - um Vídeo-game produzido pela Lucas Arts.

## H
- Half-Life 2: Episode Three - O terceiro episódio do vídeo-game Half-Life 2.
- Return to Ravenholm (também chamado de Half-Life 2: Episode Four) - Jogo da franquia Half-Life produzida pela Arcane Studios.
- Half-Life 3 - Fecharia uma trilogia de vídeo-games da franquia Half-Life.

## L
- L600 - um console produzido pela Indrema.

## M
- Máquina Analítica - um computador mecânico projetado por Charles Babbage e Ada Lovelace.
- Mario 128 - um Vídeo-game em desenvolvimento pela Nintendo, o qual tornou-se o Super Mario Galaxy.
- MobGran 2.0 - Um software para o comércio de Mármores e Granitos desenvolvido pela Devena tecnologia e inovação (http://www.devena.com.br)

## P
- Projeto Xanadu - um sistema revolucionário de hipertexto, postulado antes do advento da World Wide Web.

## S
- SNES Nintendo Disk ou Philips CD-ROM XA- um sistema desenvolvido em 1992 para competir com o protótipo do Playstation, que havia sido projetado em 1991.
- Star Trek: Secret of Vulcan Fury - um Vídeo-game produzido pela Interplay Entertainment.

## T
- Taligent - um sistema operacional desenvolvido pela Apple Inc. e IBM.
- TKS800 - um computador doméstico brasileiro, anunciado na IV Feira de Informática, em 1984, compatível com o TRS-80 Color Computer.